# Make No Sense
Make No Sense è un singolo del rapper statunitense YoungBoy Never Broke Again pubblicato il 15 gennaio 2019.

## Video musicale
Il videoclip ufficiale è stato pubblicato sul canale ufficiale del rapper.

## Tracce
1. Make No Sense – 2:29